# Publi Licini Lucul
Publi Licini Lucul (llatí: Publius Licinius Lucullus) va ser un magistrat romà del segle ii aC. Formava part de la gens Licínia, i de la família dels Licini Lucul, d'origen plebeu.
Va ser tribú de la plebs l'any 110 aC. Va planificar amb un dels seus col·legues, Luci Anni, la reelecció dels dos, però altres tribuns s'hi van oposar. Aquestes dissensions van impedir l'elecció regular de les magistratures als comicis, i no es van poder elegir fins a l'any següent.